# Låpsley
Pour les articles homonymes, voir Fletcher et Lapsley.
Holly Lapsley Fletcher, née le 7 août 1996 à York, connue sous le nom de scène Låpsley, est une chanteuse et compositrice britannique.

## Biographie
Holly Låpsley est née à York,. Son deuxième prénom, Lapsley, est le nom de jeune fille de sa mère. Elle a changé « Lapsley » en « Låpsley » en ajoutant le caractère scandinave Å, en partie à cause de ses liens perçus avec la Scandinavie à travers son héritage écossais, ainsi que de la façon dont cela s'écrivait. Elle a grandi à Southport, Merseyside, où elle a fréquenté la Greenbank High School et la Formby High School pour la sixième année,.
Après avoir été membre de plusieurs groupes dans la région de Merseyside, Holly Låpsley a remporté le prix « One to Watch » au GIT (Getintothis) Award de Merseyside en avril 2014, à la suite de plus d'un demi-million d'écoutes de son EP solo Monday enregistré dans une chambre à coucher sur SoundCloud. Elle a joué sur la scène BBC Introducing du festival de Glastonbury en juin 2014, après avoir été défendue par les DJ de BBC Radio 1 Huw Stephens et Zane Lowe. Son titre Painter (Valentine) a été playlisté par BBC Radio 1 en septembre 2014 et a bénéficié d'une diffusion en journée.

## Discographie

### Albums studio
- 2013 - Monday (EP)
- 2016 - Long Way Home (XL Recordings)
- 2020 - Through Water (XL Recordings)
- 2023 - Cautionary Tales of Youth (Believe)
- 2025 - I'm a Hurricane I'm a Woman in Love (Her Own Recordings)